# Неа Карвали
Неа Карвали или Чапрънди чифлик (на гръцки: Νέα Καρβάλη, старо Τσαρπαντί) е село в Гърция, в община Кавала, област Кавала, регион Източна Македония и Тракия.

## География
Селото е разположено на беломорския бряг, на 10 километра източно от Кавала.

## История

### Античност и Средновековие
Североизточно от селото са развалините на античното селище Аконтисма.

### В Османската империя
В началото на XX век селото е чифлик в Кавалска кааза на Османската империя. Съгласно статистиката на Васил Кънчов („Македония. Етнография и статистика“) към 1900 година Чапрънли Чифликъ е циганско селище с 60 жители.

### В Гърция
След Междусъюзническата война в 1913 година селото попада в Гърция. При обмена на население между Турция и Гърция в 1923 година жителите на Суютчук са изселени в Турция по силата на Лозанския договор и на тяхно място са заселени бежанци, кападокийски гърци, предимно от град Карвали (Гюзелюрт) и то получава името Неа Карвали, Нов Карвали. В църквата „Свети Григорий Богослов“ се пази ковчегът с мощите на отеца на църквата Григорий Богослов. Българска статистика от 1941 година показва 1025 жители.
Селото е донякъде урбанизирано селище, като са развити земеделието, скотовъдството и туризмът. Отглеждат се ориз, пшеница и градинарски култури, както и едър рогат добитък.
| Име          | Име             | Ново име     | Ново име     | Описание                                |
| ------------ | --------------- | ------------ | ------------ | --------------------------------------- |
| Чинар дере   | Τσινὰρ Ντερὲ    | Аспрохома    | Ασπρόχώμα    | река в Урвил                            |
| Марвали Яник | Μαρβαλῆ Γιαννίκ | Асвестолитос | Ασβεστόλιθος | връх в Урвил, СИ от Неа Карвали         |
| Чинар        | Τσινὰρ          | Металион     | Μεταλλεῖον   | връх в Урвил (595 m), СЗ от Неа Карвали |
| Кьосе Елас   | Κιοσὲ Ἑλᾶς      | Ерипия       | Ἐρείπια      | връх в Урвил (834 m), СЗ от Неа Карвали |
| Чал          | Τσάλι           | Корифи       | Κορυφή       | връх                                    |

| Година    | 1913 | 1920 | 1928 | 1940 | 1951 | 1961 | 1971 | 1981 | 1991 | 2001 | 2011 | 2021 |
| --------- | ---- | ---- | ---- | ---- | ---- | ---- | ---- | ---- | ---- | ---- | ---- | ---- |
| Население | 104  | 43   | 1090 | 1100 | 1209 | 1200 | 1136 | 1660 | 1894 | 2244 | 2160 | 1925 |